# Cindy Díaz
Cindy Stefhanie Yaniré Díaz Vizconde (Lima, 27 de agosto de 1988) es una actriz de cine, teatro y televisión de origen peruano. Ganadora del premio Mejor Interpretación en el NOX Film Fest Uruguay 2024 por la película chilena Análogos. En el 2018, APRECI (Asociación Peruana de Prensa Cinematográfica) le dio el premio a Mejor Actriz de Reparto por su papel de Sheyla en la cinta peruana Rosa Chumbe. Inició su carrera con la película española Evelyn en la cual tuvo el rol protagónico. Es más conocida por los roles estelares de Manuela Sáenz en la serie El último bastión y de Milagros Sánchez Huamán en la serie Al fondo hay sitio.

## Carrera
Cindy Díaz es bachiller en Ciencias y Artes de la Comunicación con mención en Artes Escénicas de la Pontificia Universidad Católica del Perú. Su carrera como actriz se inició en el cine con la película Contracorriente de Javier Fuentes León. En 2010, viajó a España para protagonizar la película española Evelyn de Isabel de Ocampo. Fue escogida luego de un arduo casting por varios países de Latinoamérica. La película se estrenó en el 2012 logrando una nominación en los Premios Goya. Actuó también en grandes cintas peruanas como Rosa Chumbe y El evangelio de la carne. 
En teatro ha protagonizado obras como Savia de Chela de Ferrari en el Teatro La Plaza y La cándida Eréndira y su abuela desalmada de Jorge Ali Triana en el Teatro Británico. 
En televisión fue Marjorie, personaje antagónico de la telenovela peruana Solo una Madre y Luna en la telenovela colombiana Todo es prestao. Es conocida también por interpretar a Milagros "La caperuza" en la exitosa serie peruana Al fondo hay sitio.
Ha sido imagen de la muestra fotográfica Mujeres Peruanas para el Lima Fashion Week en donde representó los Derechos de la Mujer llevando un vestido de la diseñadora peruana Sitka Semsch.
En el 2019, interpretó a Manuela Saenz en la serie peruana El Último Bastión con motivo del Bicentenario del Perú. 
Actualmente tiene diversos estrenos y proyectos cinematográficos tanto en Perú como en distintos países de Latinoamérica.

## Filmografía

### Cine
- Rómulo y Julita (De Daniel Martín Rodríguez) (2020) como Clara "Clarita".
- Rosa Chumbe (De Jonatan Relayze) (2015) como Sheila.
- Planta madre (De Gianfranco Quattrini) (2015) como Sonora.
- El evangelio de la carne (De Eduardo Mendoza) (2013) como Nancy.
- Evelyn (De Isabel de Ocampo) (2012) como Evelyn.
- Contracorriente (De Javier Fuentes-León) (2010) como Isaura.

### Televisión

#### Series y telenovelas
- La Gran Sangre 3: Contra la Organización del Conde y el Gringo (2007) (Rol de Invitada Especial).
- La Gran Sangre 4: Contra el M.P.S.P, Los Clones y El Conde (2007) (Rol de Invitada Especial).
- Solamente Milagros (2012) como Varios Roles (Roles Protagónicos).
- La reina de las carretillas (2012–2013) como María Fe (Rol de Invitada Especial).
- Mi amor, el wachimán 2 (2013) como Soraya      (Rol Antagónico Secundario).
- Conversando con la Luna (2014) como Varios Roles  (Roles Secundarios).
- De millonario a mendigo (2015) como Rosaura Mendoza (Rol Protagónico).
- Al fondo hay sitio (2015 Rol Principal; 2016 Rol de Invitada Especial; 2022 Foto en spot televisivo) como Secretaria Milagros Sánchez Huamán "La Caperuza".
- Todo es prestao (2016) como Luna (Rol Principal).
- Amores que matan (2016) como Cristina (Episodio: Cristina) y Astrid (Episodio: Astrid) (Roles Protagónicos).
- Solo una madre (2017) como Marjorie Berreta Tejada de Castillo / Vda. de Caballero                  (Rol Protagónico Antagónico Reformado).
- Colorina (2017–2018) como Soledad "Zuleika" Sánchez Vásquez (Rol Principal).[10]
- El ultimo Bastión (2018–2019) como Manuela Sáenz de Vergara y Aizpuru "Manuelita Saénz" / "Libertadora del Libertador" (Rol Recurrente).
- Luz de esperanza (2023-presente) como Rebeca Fuentes (Rol Principal)

### Spots publicitarios
- Mujeres peruanas.

## Teatro
- La Mancha (2023) como Thalia (Dirección: Daniela Lanzara; Dramaturgia/Producción: Natalia Cárdenas Claux/Ysela Castañeda; Teatro: Teatro De Lucía; Para Lima-Perú).
- Savia (2017) como María Josefa (Dirección: Chela de Ferrari; Dramaturgia/Producción: Luis Alberto León; Teatro: Teatro La Plaza; Para Lima-Perú).
- La cándida Eréndira y su abuela desalmada (2014) como Eréndira (Rol Protagónico) (Dirección: Jorge Alí Triana (Colombia); Teatro: Teatro Británico; Para Lima-Perú).
- La número 18 (2014) como Stephanie (Dirección: Renato Fernández; Dramaturgia/Producción: Cindy Díaz; Teatro: El Galpón Espacio; Para Lima-Perú).
- Operación Réquiem (2014) como Alondra (Dirección: Alonso Alegría; Dramaturgía/Producción: Vivero Producciones; Teatro: Centro Cultural Ricardo Palma; Para Lima-Perú).
- Bolognesi en Arica (2013) como Carmen (Jovencita música) (Dirección: Alonso Alegría; Dramaturgia/Producción: Vodevil Producciones; Teatro: Teatro de la Alianza Francesa; Para Lima-Perú).

## Eventos
- Competencia oficial de largometrajes como Jurado.
- Lif Week, Lima Fashion Week.

## Premios y nominaciones
| Año  | Premio                                                        | País | Categoría                       | Trabajo     | Resultado | Ref.   |
| ---- | ------------------------------------------------------------- | ---- | ------------------------------- | ----------- | --------- | ------ |
| 2017 | Premios Luces de El Comercio                                  | Perú | Mejor actriz de reparto de cine | Rosa Chumbe | Nominada  | [ 11 ] |
| 2018 | Premios APRECI (Asociación Peruana de Prensa Cinematográfica) | Perú | Mejor actriz de reparto         | Rosa Chumbe | Ganadora  | [ 12 ] |